# Осмерс, Харм
Харм Осмерс (нем. Harm Osmers; род. 28 января 1985, Бремен) — немецкий футбольный судья. Судья ФИФА с 2020 года.

## Карьера
Осмерс начинал как арбитр в клубе своего родного города «СВ Баден», а в 2001 году стал судьей молодежной категории «Б». В 2009 году Харм стал арбитром Немецкой футбольной ассоциации, а в 2011 году был назначен арбитром на матч 2-й Бундеслиги. С 2011 года также являлся помощником арбитра и четвертым официальным лицом в Бундеслиге.
15 июля 2015 года Осмерс дебютировал на международной арене в качестве ассистента Даниэля Зиберта в матче квалификации Лиги чемпионов УЕФА между «Селтиком» и «Стьярнаном». Летом 2016 года Осмерс был одним из четырех арбитров, назначенных для работы в Бундеслиге. Его дебютным матчем в высшем дивизионе Германии стал поединок 10 сентября 2016 года между «Фрайбургом» и «Боруссией» из Менхенгладбаха.
В конце 2019 года DFB выдвинула Осмерса на получение статуса арбитра ФИФА. Харм впервые появился в качестве судьи ФИФА 11 ноября 2020 года, когда отработал товарищеский международный матч между Грецией и Кипром (2:1).
Работал видеоарбитром на матчах чемпионата Европы по футболу среди женщин 2022 года.

## Профессиональная деятельность
Осмерс — дипломированный бизнес-экономист, работающий контролером НИОКР в Ганновере, где и проживает.